# Dragon Ball Z
Dragon Ball Z (Nhật: ドラゴンボール Z Hepburn: Doragon Bōru Zetto, viết tắt là DBZ) là seri anime Nhật Bản sản xuất bởi Toei Animation. Dragon Ball Z là phần tiếp theo của Anime Dragon Ball và của tác giả Toriyama Arika. Truyện (Manga) của phần phim này được xuất bản từ  năm 1988 đến 1995 bao gồm 325 chương truyện từ chương 195 đến chương 519  trên tạp chí Weekly Shōnen Jump. Anime Dragon Ball Z được chiếu lần đầu tiên ở Nhật Bản Fuji TV từ 25 tháng 4 năm 1989 đến 31 tháng 1 năm 1996.